# Stampfmühle (Gemeinde Aigen-Schlägl)

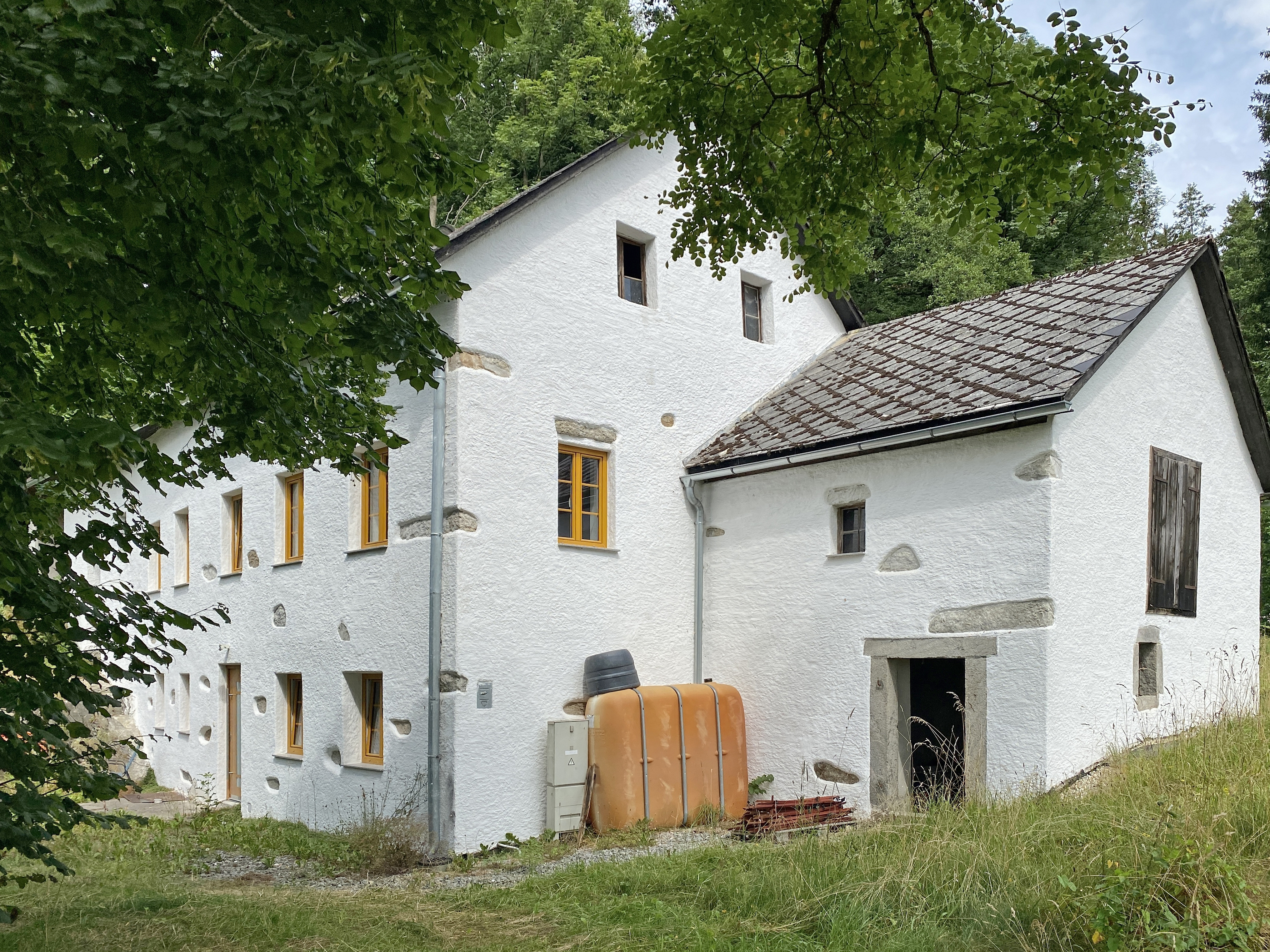
Stampfmühle von Südosten

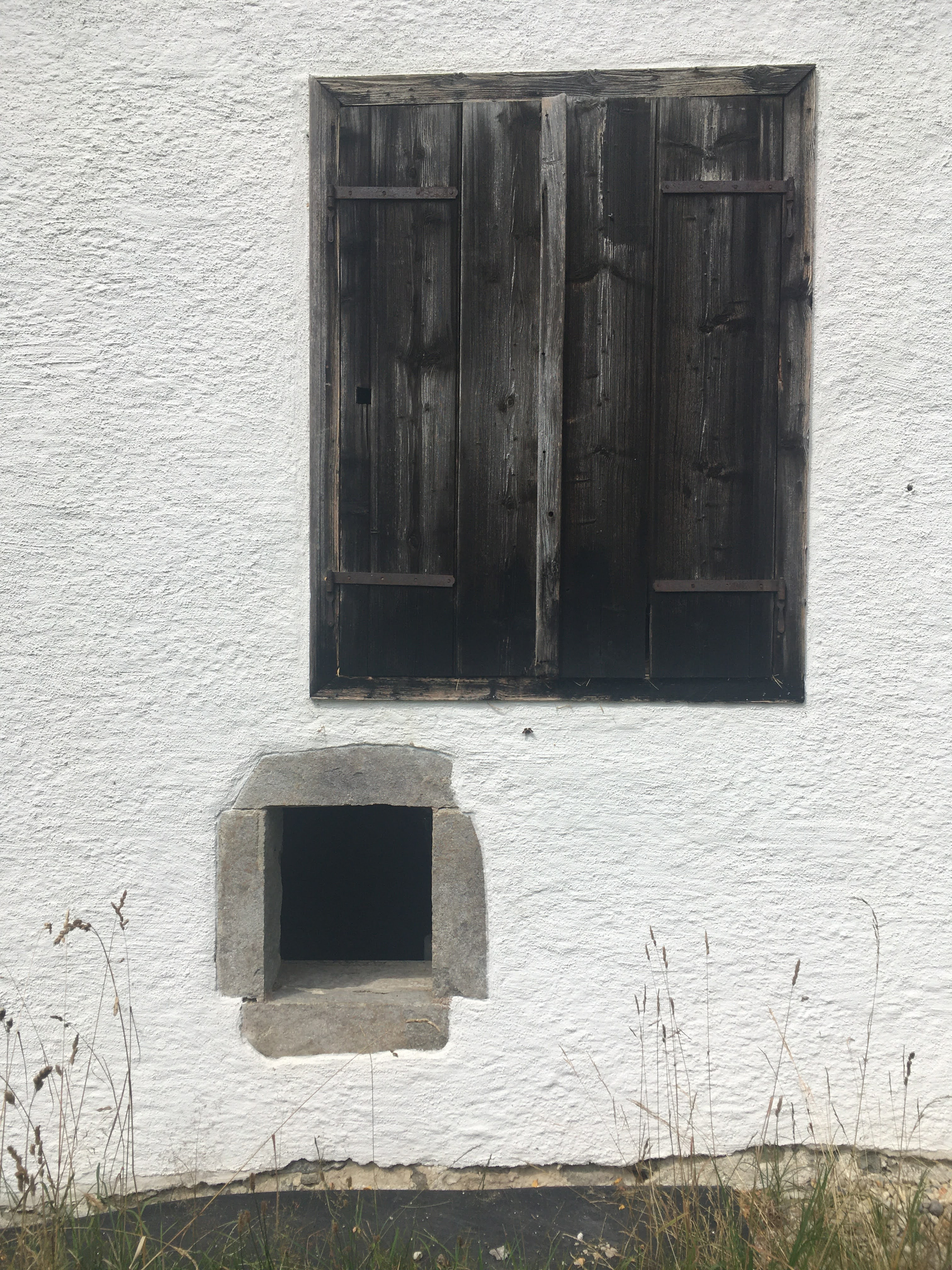
Detail der Stampfmühle

Die Stampfmühle ist eine ehemalige Mühle am Galgenbach und eine Ortslage in der Gemeinde Aigen-Schlägl im Bezirk Rohrbach in Oberösterreich.

## Lage und Umgebung
Die Stampfmühle steht auf einer Höhe von 621 m ü. A. am linken Ufer des Galgenbachs. Die Ortslage gehört zur Ortschaft Aigen im Mühlkreis.
Südöstlich der Mühle liegt die kleine Siedlung Neuhäuseln. Das Gebäude ist Teil der 22.302 Hektar großen Important Bird Area Böhmerwald und Mühltal. Unmittelbar neben der Stampfmühle erstreckt sich das 9.350 Hektar große Europaschutzgebiet Böhmerwald-Mühltäler. Der Rupertiweg, der zum Europäischen Fernwanderweg E10 gehört, führt an der Mühle vorbei.

## Geschichte
Thomas Luger ließ das Gebäude des Typs Stampfmühle 1838 erbauen. Als Eigentümer folgten ihm 1847 Anna Maria und Albert Kaiser, dann 1854 Theresia und Paul Pröll nach. Ab 1856 war die Mühle im Besitz von Angehörigen der Familie Lichtenauer. Noch bis zum Ende des Zweiten Weltkriegs wurde hier Getreide gemahlen. Die Gemeinde Aigen im Mühlkreis kaufte die Stampfmühle 1953 und richtete dort eine Dienstwohnung der Agrargemeinschaft Aigen ein, in deren Besitz das Gebäude 1957 überging. Die zum Mühlenbetrieb erforderliche Technik wurde 1955 abgebaut.